# Tour de France 2021
Die Tour de France 2021 war die 108. Austragung des wichtigsten Etappenrennens im Straßenradsport. Die Rundfahrt startete am 26. Juni 2021 in Brest und endete am 18. Juli 2021 in Paris. Die Grand Tour gehörte zur UCI WorldTour 2021.
Gesamtsieger wurde Tadej Pogačar (UAE Team Emirates). Er gewann auch die Bergwertung, die Nachwuchswertung, das Einzelzeitfahren der 5. Etappe und die Bergankünfte der 17. und 18. Etappe in den Pyrenäen. Pogačar übernahm das Gelbe Trikot auf der 8. Etappe in den Alpen.
Zweiter der Gesamtwertung wurde Jonas Vingegaard (Jumbo-Visma) mit einem Rückstand von 5:20 Minuten vor Richard Carapaz (Ineos Grenadiers), der 7:03 Minuten Rückstand auf den Sieger hatte.
Mark Cavendish (Deceuninck-Quick-Step) gewann jeweils im Sprint des Hauptfelds die 4., 6., 10. und 13. Etappe. Er egalisierte mit insgesamt 34 Etappensiegen in seiner Karriere den Rekord von Eddy Merckx. Er gewann außerdem zum zweiten Mal nach 2011 die Punktewertung.
Drei Etappen gewann Wout van Aert (Jumbo-Visma): Die bergige 11. Etappe als Solist, das Zeitfahren der 20. Etappe und im Massensprint des Pelotons die Schlussetappe.
Die Mannschaftswertung gewann Bahrain Victorious um den Gesamtneunten Pello Bilbao und den Sieger der 7. und 19. Etappe Matej Mohorič. Die Unterkunft des Teams wurde im Rahmen polizeilicher Vorermittlungen wegen eines Dopingverdachts vor der 18. Etappe durchsucht.
Franck Bonnamour (B&B Hotels p/b KTM) wurde von einer Jury als kämpferischster Fahrer mit der Roten Rückennummer ausgezeichnet.
Letzter der Gesamtwertung (Lanterne Rouge, „rote Laterne“) wurde Tim Declercq als 141. mit 5:01:09 Stunden Rückstand.

## Einfluss der COVID-19-Pandemie
Ursprünglicher Startort sollte Kopenhagen sein. Da infolge der COVID-19-Pandemie die Olympischen Sommerspiele 2020 in Tokio auf das Jahr 2021 verlegt wurden, wurde zur Vermeidung von Terminproblemen die Tour de France 2021 um eine Woche vorverlegt. Der neue Termin kollidierte jedoch mit der Austragung von Spielen der Fußball-Europameisterschaft 2021 in Kopenhagen. Der Veranstalter Amaury Sport Organisation und der Startort einigten sich darauf, die Tour de France 2022 in Kopenhagen starten zu lassen.

## Teams und Fahrer
Nach dem Reglement der Union Cycliste Internationale waren die 19 UCI WorldTeams zum Start berechtigt und verpflichtet. Als bestes UCI ProTeam in der Weltrangliste hatte sich Alpecin-Fenix für die Teilnahme qualifiziert. Der Veranstalter vergab außerdem Wildcards an die französischen ProTeams Arkéa-Samsic, B&B Hotels p/b KTM und Total Direct Énergie, wobei der Veranstalter eine Ausnahmeregelung der UCI nutzte, statt 22 Radsportteams mit 176 Fahrern, 23 Teams mit 184 Fahrern starten zu lassen.

| WorldTeams (19)- AG2R Citroën Team - Astana-Premier Tech - Bahrain Victorious - Bora-Hansgrohe - Intermarché-Wanty-Gobert Matériaux - Cofidis - Deceuninck-Quick Step - EF Education-Nippo - Team BikeExchange - Groupama-FDJ - Ineos Grenadiers - Israel Start-Up Nation - Jumbo-Visma - Lotto Soudal - Movistar Team - Qhubeka NextHash - Team DSM - Trek-Segafredo - UAE Team Emirates ProTeams (4)- Alpecin-Fenix - B&B Hotels p/b KTM - Arkéa-Samsic - TotalEnergies |
| |

| Anzahl Fahrer pro teilnehmender Nationen |     |
| 20+                                      | 2–9 |
| 10–19                                    | 1   |

Die 184 Teilnehmer stammten aus 27 Nationen. Das größte Kontingent stellte traditionell Frankreich, es nahmen 33 Franzosen an der Rundfahrt teil. Nach Frankreich folgten Belgien mit 22 Fahrern, Spanien mit 17, die Niederlande mit 14 und Deutschland mit 12 Startern. Elf Rennfahrer kamen aus Dänemark, jeweils zehn aus Australien und Großbritannien. Zudem waren sechs Schweizer und vier Österreicher bei der Tour de France 2021 dabei. 45 Fahrer nahmen zum ersten Mal an der Tour de France teil. An der Wertung Nachwuchswertung nahmen 29 Sportler teil, rund 16 % des Feldes.
Der am 25. April 1980 geborene Alejandro Valverde (Movistar Team) war mit 41 Jahren der älteste Starter der Frankreich-Rundfahrt. Er nahm zum 15. Mal an der Tour de France teil und hatte damit die meisten Starts aller Fahrer aus dem Feld vorzuweisen. Fred Wright aus dem Team Bahrain Victorious war wiederum der jüngste Fahrer im Teilnehmerfeld, er wurde am 13. Juni 1999 geboren und war zum Start der Rundfahrt damit 22 Jahre alt. Das höchste Durchschnittsalter aller 23 Mannschaften wies das Team Israel Start-Up Nation auf, die Rennfahrer im Tourkader sind dort im Durchschnitt 33 Jahre alt. Das jüngste Team ist die Mannschaft Team DSM mit einem Durchschnittsalter von 25 Jahren. Der durchschnittliche Rennfahrer der Tour de France 2021 war 29 Jahre alt.
Bei der Frankreich-Rundfahrt 2021 nahmen zehn bisherige Grand-Tour-Sieger teil: Chris Froome, Vincenzo Nibali, Primož Roglič, Nairo Quintana, Tao Geoghegan Hart, Tadej Pogačar, Simon Yates, Alejandro Valverde, Geraint Thomas und Richard Carapaz. Außerdem nehmen 40 Fahrer teil, die bei der Tour de France einen Etappensieg erringen konnten. Mark Cavendish hat mit 30 Etappensiegen zwischen 2008 und 2016 die meisten Etappen gewonnen. Er lag vor Peter Sagan, der zwischen 2012 und 2019 zwölf Etappen gewann, und vor André Greipel mit elf Etappensiegen.
Von den 184 Startern erreichten 141 das Ziel in Paris.

## Strecke
Die Strecke der Tour de France 2021 – mit einer Gesamtlänge von 3.414,4 Kilometer – galt als ausgeglichener als die der vorausgegangenen Austragungen. Unter den sechs Bergetappen befanden sich diesmal nur drei Bergankünfte, nämlich am Ziel der 9. Etappe in Tignes, der 17. Etappe auf dem Col de Portet und der 18. Etappe in Luz Ardiden. Während der 11. Etappe wurde der Mont Ventoux zweimal überquert. Höchster Punkt der Tour de France 2021 war der Pass Port d’Envalira (2408 Höhenmeter) auf der 15. Etappe, dem nach einer Abfahrt die Zielankunft in Andorra la Vella folgt. Dem gegenüber standen zwei Einzelzeitfahren mit insgesamt 58 Kilometern, mehr als in den vergangenen Jahren. Fünf Etappen wurden als Mittelgebirgsetappen angesehen, während acht Flachetappen als sprinterfreundlich galten. Die Fahrer mussten insgesamt 60 Anstiege bewältigen, darunter fünf der schwersten Kategorie Hors Catégorie (HC). Das Rennen führte durch drei Gebirgszüge: das Armorikanische Massiv, die Alpen und schließlich die Pyrenäen. In Frankreich wurden neun Regionen und 31 Départements durchquert, zudem wurde der kleine Staat Andorra angefahren.

### Grand Départ
Die ersten vier Etappen der Tour de France 2021 lagen alle in der Bretagne. Jede dieser Etappen fand jeweils in einem einzigen Département statt. In der bretonischen Hafenstadt Brest begann – nach 1952, 1974 und 2008 – zum vierten Mal die Tour de France. Die erste Etappe führte am 26. Juni als 197,8 Kilometer lange Etappe von Brest nach Landerneau durch das Département Finistère. Die zweite Etappe von Perros-Guirec nach Mûr-de-Bretagne führte durch das Département Côtes-d’Armor. Die dritte Etappe von Lorient nach Pontivy führte durch das Département Morbihan und die vierte Etappe von Redon nach Fougères führte durch das Département Ille-et-Vilaine.

### Weitere Streckenführung
Nach dem Einzelzeitfahren von Changé nach Laval über 27,2 Kilometer gingen die nächsten beiden Etappen quer durch Frankreich, wobei die siebte Etappe von Vierzon nach Le Creusot über eine Distanz von 249,1 Kilometer führte; die längste Etappe seit der 20. Etappe der Tour de France 2000. Danach standen zwei Alpenetappen auf dem Programm. Die erste Alpenetappe verband Oyonnax mit Le Grand-Bornand über den Mont-Saxonnex (5,7 km bei 8,3 %), den Col de Romme (8,7 km bei 9,4 %) und den Col de la Colombière (7,3 km bei 8,7 %), bevor die Fahren in den savoyischen Touristenort abfuhren. Die zweite Alpenetappe fand zwischen Cluses und Tignes auf 144 Kilometern Länge statt und führte über die Côte de Domancy (2,5 km bei 9,7 %), den Col des Saisies (9,5 km bei 6,2 %), den Col du Pré (13,1 km bei 7,4 %), den Cormet de Roselend (5,8 km bei 6,3 %) und den Schlussanstieg zum Alpenskiort Tignes (21,1 km bei 5,6 %).
Nach dem ersten Ruhetag verließen die Fahrer die Alpen, die Fahrt zu den Pyräenen stand auf dem Tourplan. Nach der Flachetappe von Albertville nach Valence, mussten die Fahrer bei der elften Etappe von Sorgues nach Malaucène zwei Mal den Mont Ventoux (1910 Höhenmeter) bezwingen. Danach folgten zwei Flachetappen, die in Carcassonne endeten. Mit der 14. Etappe von Carcassonne nach Quillan begannen die fünf Pyrenäen-Etappen dieser Rundfahrt. Bis zur 18. Etappe nach Luz Ardiden (1715 Höhenmeter) mussten die Fahrer in den Pyrenäen insgesamt 20 Anstiege überqueren, u. a. den Pass Port d’Envalira (2408 Höhenmeter) – dort wurde das Souvenir Henri Desgrange vergeben –, den Col du Tourmalet (2115 Höhenmeter) – dort wurde das Souvenir Jacques Goddet vergeben –, Col de Portet (2215 Höhenmeter), Col de Puymorens (1915 Höhenmeter) und Col de Beixalís (1796 Höhenmeter). In der 15. Etappe erreichten sie Andorra la Vella, die Hauptstadt von Andorra, woran sich der zweite Ruhetag anschloss.
Nach der letzten Bergetappe verliefen die letzten drei Etappen von Mourenx nach Paris durch flaches Terrain. Die vorletzte Etappe war das zweite Einzelzeitfahren dieser Ausgabe. Dieses Zeitfahren in der Region Bordeaux führte von Libourne nach Saint-Émilion. Bei diesen 30,8 Kilometern handelte es sich um die letzte Chance für die Fahrer, die um das Gesamtklassement fuhren. Die Rundfahrt endete mit der 21. Etappe nach 3414,4 Kilometern traditionell auf der Avenue des Champs-Élysées in Paris.

### Etappenliste
Die folgende Tabelle zeigt die Etappen der Tour de France 2021 mit Datum, Start- und Zielort, Kategorisierung und Etappenlänge. Außerdem sind der Etappensieger und der jeweils Führende in der Gesamtwertung nach der Etappe angegeben. In der ersten Spalte sind die Einzelartikel zu jeder Etappe mit detaillierten Angaben zu Platzierung und Rennverlauf angegeben.
| Etappe     | Datum    | Etappenorte                       | type              | Länge (km) | Höhenmeter (m) | Etappensieger        | Gesamtführender      |
| ---------- | -------- | --------------------------------- | ----------------- | ---------- | -------------- | -------------------- | -------------------- |
| 1. Etappe  | 26. Jun. | Brest – Landerneau                | Hügelige Etappe   | 197,8      | 2.785 m        | Julian Alaphilippe   | Julian Alaphilippe   |
| 2. Etappe  | 27. Jun. | Perros-Guirec – Mûr-de-Bretagne   | Hügelige Etappe   | 183,5      | 2.154 m        | Mathieu van der Poel | Mathieu van der Poel |
| 3. Etappe  | 28. Jun. | Lorient – Pontivy                 | Flachetappe       | 182,9      | 1.539 m        | Tim Merlier          | Mathieu van der Poel |
| 4. Etappe  | 29. Jun. | Redon – Fougères                  | Flachetappe       | 150,4      | 1.354 m        | Mark Cavendish       | Mathieu van der Poel |
| 5. Etappe  | 30. Jun. | Changé – Laval                    | Einzelzeitfahren  | 27,2       | 304 m          | Tadej Pogačar        | Mathieu van der Poel |
| 6. Etappe  | 1. Jul.  | Tours – Châteauroux               | Flachetappe       | 160,6      | 926 m          | Mark Cavendish       | Mathieu van der Poel |
| 7. Etappe  | 2. Jul.  | Vierzon – Le Creusot              | Hügelige Etappe   | 249,1      | 3.111 m        | Matej Mohorič        | Mathieu van der Poel |
| 8. Etappe  | 3. Jul.  | Oyonnax – Le Grand-Bornand        | Hochgebirgsetappe | 150,8      | 3.558 m        | Dylan Teuns          | Tadej Pogačar        |
| 9. Etappe  | 4. Jul.  | Cluses – Tignes                   | Hochgebirgsetappe | 144,9      | 4.624 m        | Ben O’Connor         | Tadej Pogačar        |
|            | 5. Juli  | Ruhetag in Tignes                 | Ruhetag           |            |                |                      |                      |
| 10. Etappe | 6. Jul.  | Albertville – Valence             | Flachetappe       | 190,7      | 1.472 m        | Mark Cavendish       | Tadej Pogačar        |
| 11. Etappe | 7. Jul.  | Sorgues – Malaucène               | Hochgebirgsetappe | 198,9      | 4.647 m        | Wout van Aert        | Tadej Pogačar        |
| 12. Etappe | 8. Jul.  | Saint-Paul-Trois-Châteaux – Nîmes | Flachetappe       | 159,4      | 1.959 m        | Nils Politt          | Tadej Pogačar        |
| 13. Etappe | 9. Jul.  | Nîmes – Carcassonne               | Flachetappe       | 219,9      | 1.973 m        | Mark Cavendish       | Tadej Pogačar        |
| 14. Etappe | 10. Jul. | Carcassonne – Quillan             | Hügelige Etappe   | 183,7      | 2.901 m        | Bauke Mollema        | Tadej Pogačar        |
| 15. Etappe | 11. Jul. | Céret – Andorra la Vella          | Hochgebirgsetappe | 191,3      | 4.574 m        | Sepp Kuss            | Tadej Pogačar        |
|            | 12. Juli | Ruhetag in Andorra la Vella       | Ruhetag           |            |                |                      |                      |
| 16. Etappe | 13. Jul. | El Pas de la Casa – Saint-Gaudens | Hügelige Etappe   | 169        | 3.250 m        | Patrick Konrad       | Tadej Pogačar        |
| 17. Etappe | 14. Jul. | Muret – Col de Portet             | Hochgebirgsetappe | 178,4      | 4.368 m        | Tadej Pogačar        | Tadej Pogačar        |
| 18. Etappe | 15. Jul. | Pau – Luz Ardiden                 | Hochgebirgsetappe | 129,7      | 3.555 m        | Tadej Pogačar        | Tadej Pogačar        |
| 19. Etappe | 16. Jul. | Mourenx – Libourne                | Flachetappe       | 207        | 1.241 m        | Matej Mohorič        | Tadej Pogačar        |
| 20. Etappe | 17. Jul. | Libourne – Saint-Émilion          | Einzelzeitfahren  | 30,8       | 239 m          | Wout van Aert        | Tadej Pogačar        |
| 21. Etappe | 18. Jul. | Chatou – Paris                    | Flachetappe       | 108,4      | 619 m          | Wout van Aert        | Tadej Pogačar        |

## Reglement und Preisgeld
Das Rennen wurde nach dem Reglement der Union Cycliste Internationale (UCI) für Etappenrennen ausgetragen. Der Veranstalter Amaury Sport Organisation legte im Einklang hiermit ein Sonderreglement fest, aus dem sich die Höhe der Preisgelder und die Kriterien für die Vergabe der Sonderwertungen ergaben (die Gesamtwertung und die Mannschaftswertung ergaben sich aus dem Reglement der UCI), wie nachfolgend beschrieben.

### Etappenkoeffizienten und Karenzzeit
Der Veranstalter weist den Etappen sechs Koeffizienten zu, die der Berechnung der Karenzzeit zugrunde gelegt wurden:
- Koeffizient 1: Etappen ohne besondere Schwierigkeit (3., 4., 6., 10., 12., 13., 19. und 21. Etappe) mit einer Karenzzeit zwischen 4 % bei einer Siegergeschwindigkeit unter 36 km/h und 12 % bei einer Siegergeschwindigkeit über 50 km/h,
- Koeffizient 2: Etappen mit rauem Terrain (1. und 2. Etappe) mit einer Karenzzeit zwischen 6 % bei einer Siegergeschwindigkeit unter 35 km/h und 18 % bei einer Siegergeschwindigkeit über 46 km/h,
- Koeffizient 3: Etappen auf sehr rauem Terrain (7., 14. und 16. Etappe) mit einer Karenzzeit zwischen 10 % bei einer Siegergeschwindigkeit unter 35 km/h und 20 % bei einer Siegergeschwindigkeit über 44 km/h,
- Koeffizient 4: sehr schwere Etappen (8., 11., 15. und 17. Etappe) mit einer Karenzzeit zwischen 7 % bei einer Siegergeschwindigkeit unter 30 km/h und 18 % bei einer Siegergeschwindigkeit über 40 km/h,
- Koeffizient 5: sehr schwere, kurze Etappen (9. und 18. Etappe) mit einer Karenzzeit zwischen 10 % bei einer Siegergeschwindigkeit unter 29 km/h und 18 % bei einer Siegergeschwindigkeit über 36 km/h sowie
- Koeffizient 6: Einzelzeitfahren (5. und 20. Etappe) mit einer Karenzzeit von 25 % der Zeit des Siegers.

Die Jury konnte in Ausnahmefällen Fahrer im Rennen belassen, welche die Karenzzeit überschritten haben. Diese Fahrer hätten jedoch alle in der Punkte- und Bergwertung errungenen Punkte verloren.
Die Etappenkoeffizienten sind auch bedeutend für die Anzahl der bei Etappenankünften vergebenen Punkte in der Punktewertung.

### Gesamtwertung
Der Führende der Gesamtwertung trug das Gelbe Trikot (maillot jaune). Die Gesamtwertung ergab sich wie stets bei internationalen Etappenrennen aus der Addition der gefahrenen Zeiten. Zusätzlich gab es bei den Etappen – außer der Zeitfahretappe – 10, 6 und 4 Sekunden Zeitbonifikation. Weitere Zeitbonifikationen in Höhe von 8, 5 und 2 Sekunden gab es bei den Bonussprints der 2., 7., 8., 11., 14. und 15. Etappe.

### Punktewertung
Der Führende der Punktewertung trug das Grüne Trikot (maillot vert). Die Punkte für diese Wertung wurden bei Etappenzielen entsprechend der Schwierigkeit und Art der Etappe (→Koeffizient) und Zwischensprints wie folgt vergeben:
| Platzierung                                                          | 1. | 2. | 3. | 4. | 5. | 6. | 7. | 8. | 9. | 10. | 11. | 12. | 13. | 14. | 15. |
| -------------------------------------------------------------------- | -- | -- | -- | -- | -- | -- | -- | -- | -- | --- | --- | --- | --- | --- | --- |
| Etappen 1, 2, 3, 4, 6, 10, 12, 13, 19 und 21 (Koeffizienten 1 und 2) | 50 | 30 | 20 | 18 | 16 | 14 | 12 | 10 | 8  | 7   | 6   | 5   | 4   | 3   | 2   |
| Etappen 7, 14 und 16 (Koeffizient 3)                                 | 30 | 25 | 22 | 19 | 17 | 15 | 13 | 11 | 9  | 7   | 6   | 5   | 4   | 3   | 2   |
| Etappen 5, 8, 9, 11, 15, 17, 18 und 20 (Koeffizienten 4, 5 und 6)    | 20 | 17 | 15 | 13 | 11 | 10 | 9  | 8  | 7  | 6   | 5   | 4   | 3   | 2   | 1   |
| Zwischensprints                                                      | 20 | 17 | 15 | 13 | 11 | 10 | 9  | 8  | 7  | 6   | 5   | 4   | 3   | 2   | 1   |

### Bergwertung
Der Führende der Bergwertung trug das Gepunktete Trikot (maillot à pois). Die Punkte für diese Wertung wurden auf den Überfahrten der vom Veranstalter kategorisierten Anstiege wie folgt vergeben:
| Platzierung                | 1. | 2. | 3. | 4. | 5. | 6. | 7. | 8. |  |
| -------------------------- | -- | -- | -- | -- | -- | -- | -- | -- |  |
| Hors Catégorie (1) (2) (3) | 40 | 30 | 24 | 20 | 16 | 12 | 8  | 4  |  |
| Hors Catégorie             | 20 | 15 | 12 | 10 | 8  | 6  | 4  | 2  |  |
| 1. Kategorie               | 10 | 8  | 6  | 4  | 2  | 1  |    |    |  |
| 2. Kategorie               | 5  | 3  | 2  | 1  |    |    |    |    |  |
| 3. Kategorie               | 2  | 1  |    |    |    |    |    |    |  |
| 4. Kategorie               | 1  |    |    |    |    |    |    |    |  |

Souvenir Henri Desgrange
Der erste Fahrer auf dem Gipfel des Port d’Envalira (15. Etappe) wurde mit dem Souvenir Henri Desgrange ausgezeichnet.
Souvenir Jacques Goddet
Der erste Fahrer auf dem Gipfel des Col du Tourmalet (18. Etappe) wurde mit dem Souvenir Jacques Goddet ausgezeichnet.

### Nachwuchswertung
Der Führende der Nachwuchswertung trug das Weiße Trikot (maillot blanc). Die Nachwuchswertung berechnete sich wie die Gesamtwertung. In der Nachwuchswertung wurden alle seit dem 1. Januar 1995 geborenen Fahrer erfasst.

### Mannschaftswertung
Die Führenden der Mannschaftswertung trugen eine gelbe Rückennummer. Die Mannschaftswertung berechnete sich aus den Zeiten der drei ersten Fahrer eines Teams auf jeder Etappe.

### Kämpferischster Fahrer
Eine Jury zeichnet am Ende einer Etappe und am Ende der Tour de France einen Fahrer mit der Roten Rückennummer als kämpferischsten Fahrer aus. Ausgenommen sind das Einzelzeitfahren und die Schlussetappe.

### Preisgelder
Die Preisgelder beliefen sich auf eine Gesamtsumme von 2.288.450 Euro. Davon wurden 1.138.800 Euro für das Gesamtklassement, 601.650 Euro für die Etappenwertungen, 178.800 Euro für die Mannschaftswertung, 128.000 Euro für die Punktewertung, 108.700 Euro für die Bergwertung, 66.500 Euro für die Nachwuchswertung, 56.000 Euro für die Wertungen um den kämpferischsten Fahrer sowie 10.000 Euro für die Sonderwertungen (Souvenir Henri Desgrange und Souvenir Jacques Goddet) verwendet.
| Platzierung            | 1.        | 2.        | 3.        | 4.       | 5.       | 6.       | 7.       | 8. Anm. | Führung |
| ---------------------- | --------- | --------- | --------- | -------- | -------- | -------- | -------- | ------- | ------- |
| Gesamtwertung          | 500.000 € | 200.000 € | 100.000 € | 70.000 € | 50.000 € | 23.000 € | 11.500 € | 7600 €  | 500 €   |
| Punktewertung          | 025.000 € | 015.000 € | 010.000 € | 04000 €  | 03500 €  | 03000 €  | 02500 €  | 2000 €  | 300 €   |
| Bergwertung            | 025.000 € | 015.000 € | 010.000 € | 04000 €  | 03500 €  | 03000 €  | 02500 €  | 2000 €  | 300 €   |
| Nachwuchswertung       | 020.000 € | 015.000 € | 010.000 € | 05000 €  | —        | —        | —        | —       | 300 €   |
| Mannschaftswertung     | 050.000 € | 030.000 € | 020.000 € | 12.000 € | 08000 €  | —        | —        | —       | —       |
| Kämpferischster Fahrer | 020.000 € | —         | —         | —        | —        | —        | —        | —       | —       |

| Platzierung                | 1.       | 2.     | 3.     | Anmerkung                                |
| -------------------------- | -------- | ------ | ------ | ---------------------------------------- |
| Etappenwertung             | 11.000 € | 5500 € | 2800 € | gestaffelt bis zum 20. Platz (300 €)     |
| Zwischensprints            | 01500 €  | 1000 € | 0500 € | 19 Zwischensprints während der Tour      |
| Bergwertung hors categorie | 00800 €  | 0450 € | 0300 € | 05 Wertungen während der Tour            |
| Bergwertung Kat. 1         | 00650 €  | 0400 € | 0150 € | 13 Wertungen während der Tour            |
| Bergwertung Kat. 2         | 00500 €  | 0250 € | —      | 9 Wertungen während der Tour             |
| Bergwertung Kat. 3         | 00300 €  | —      | —      | 10 Wertungen während der Tour            |
| Bergwertung Kat. 4         | 00200 €  | —      | —      | 23 Wertungen während der Tour            |
| Nachwuchsfahrer            | 00500 €  | —      | —      | schnellster Nachwuchsfahrer der Etappe   |
| Kämpferischster Fahrer     | 0 2000 € | —      | —      | ausgenommen Zeitfahren und Schlussetappe |
| Mannschaft                 | 02800 €  | —      | —      | schnellste Mannschaft der Etappe         |

Nach Mannschaften verteilen sich die ausgeschütteten Preisgelder wie folgt:
| Platz  | Mannschaft                         | Preisgeld   |
| ------ | ---------------------------------- | ----------- |
| 1      | UAE Team Emirates                  | 619.580 €   |
| 2      | Jumbo-Visma                        | 359.520 €   |
| 3      | Bahrain Victorious                 | 170.310 €   |
| 4      | Deceuninck-Quick-Step              | 149.690 €   |
| 5      | Ineos Grenadiers                   | 134.590 €   |
| 6      | AG2R Citroën Team                  | 121.230 €   |
| 7      | Bora-hansgrohe                     | 109.370 €   |
| 8      | Alpecin-Fenix                      | 81.180 €    |
| 9      | EF Education-Nippo                 | 69.610 €    |
| 10     | Trek-Segafredo                     | 62.390 €    |
| 11     | Movistar Team                      | 50.140 €    |
| 12     | Team BikeExchange                  | 44.610 €    |
| 13     | B&B Hotels p/b KTM                 | 39.190 €    |
| 14     | Groupama-FDJ                       | 36.000 €    |
| 15     | Astana-Premier Tech                | 35.420 €    |
| 16     | Cofidis                            | 34.390 €    |
| 17     | Team Arkéa-Samsic                  | 32.430 €    |
| 18     | Israel Start-Up Nation             | 24.870 €    |
| 19     | Intermarché-Wanty-Gobert Matériaux | 24.230 €    |
| 20     | Lotto Soudal                       | 23.640 €    |
| 21     | Team TotalEnergies                 | 21.960 €    |
| 22     | Team DSM                           | 13.450 €    |
| 23     | Team Qhubeka NextHash              | 11.650 €    |
| Gesamt | 2.269.450 €                        | 2.269.450 € |

## Wertungen im Tourverlauf
Die Tabelle zeigt den Führenden in der jeweiligen Wertung bzw. die Träger der Wertungstrikots oder farbigen Rückennummern am Ende der jeweiligen Etappe an. Eine detailliertere Übersicht über die Platzierungen nach einer Etappe bieten die einzelnen Etappenartikel, die in der ersten Spalte verlinkt sind.
| Etappe | Gesamtwertung              | Punktewertung                | Bergwertung                    | Nachwuchswertung        | Teamwertung        | Kämpferischster Fahrer  |
| ------ | -------------------------- | ---------------------------- | ------------------------------ | ----------------------- | ------------------ | ----------------------- |
| 1.     | Julian Alaphilippe (DQT)   | Julian Alaphilippe (DQT) (a) | Ide Schelling (BOH)            | Tadej Pogačar (UAD) (c) | Jumbo-Visma        | Ide Schelling (BOH)     |
| 2.     | Mathieu van der Poel (AFC) | Julian Alaphilippe (DQT) (a) | Mathieu van der Poel (AFC) (b) | Tadej Pogačar (UAD) (c) | Jumbo-Visma        | Edward Theuns (TFS)     |
| 3.     | Mathieu van der Poel (AFC) | Julian Alaphilippe (DQT) (a) | Ide Schelling (BOH)            | Tadej Pogačar (UAD) (c) | Bahrain Victorious | Michael Schär (ACT)     |
| 4.     | Mathieu van der Poel (AFC) | Mark Cavendish (DQT)         | Ide Schelling (BOH)            | Tadej Pogačar (UAD) (c) | Bahrain Victorious | Brent Van Moer (LTS)    |
| 5.     | Mathieu van der Poel (AFC) | Mark Cavendish (DQT)         | Ide Schelling (BOH)            | Tadej Pogačar (UAD) (c) | Jumbo-Visma        | nicht vergeben          |
| 6.     | Mathieu van der Poel (AFC) | Mark Cavendish (DQT)         | Ide Schelling (BOH)            | Tadej Pogačar (UAD) (c) | Jumbo-Visma        | Greg Van Avermaet (ACT) |
| 7.     | Mathieu van der Poel (AFC) | Mark Cavendish (DQT)         | Matej Mohorič (TBV)            | Tadej Pogačar (UAD) (c) | Jumbo-Visma        | Matej Mohorič (TBV)     |
| 8.     | Tadej Pogačar (UAD)        | Mark Cavendish (DQT)         | Wout Poels (TBV)               | Tadej Pogačar (UAD) (c) | Bahrain Victorious | Wout Poels (TBV)        |
| 9.     | Tadej Pogačar (UAD)        | Mark Cavendish (DQT)         | Nairo Quintana (ARK)           | Tadej Pogačar (UAD) (c) | Bahrain Victorious | Ben O’Connor (ACT)      |
| 10.    | Tadej Pogačar (UAD)        | Mark Cavendish (DQT)         | Nairo Quintana (ARK)           | Tadej Pogačar (UAD) (c) | Bahrain Victorious | Hugo Houle (AST)        |
| 11.    | Tadej Pogačar (UAD)        | Mark Cavendish (DQT)         | Nairo Quintana (ARK)           | Tadej Pogačar (UAD) (c) | Bahrain Victorious | Kenny Elissonde (TFS)   |
| 12.    | Tadej Pogačar (UAD)        | Mark Cavendish (DQT)         | Nairo Quintana (ARK)           | Tadej Pogačar (UAD) (c) | Bahrain Victorious | Nils Politt (BOH)       |
| 13.    | Tadej Pogačar (UAD)        | Mark Cavendish (DQT)         | Nairo Quintana (ARK)           | Tadej Pogačar (UAD) (c) | Bahrain Victorious | Quentin Pacher (BBK)    |
| 14.    | Tadej Pogačar (UAD)        | Mark Cavendish (DQT)         | Michael Woods (ISN)            | Tadej Pogačar (UAD) (c) | Bahrain Victorious | Bauke Mollema (TFS)     |
| 15.    | Tadej Pogačar (UAD)        | Mark Cavendish (DQT)         | Wout Poels (TBV)               | Tadej Pogačar (UAD) (c) | Bahrain Victorious | Wout van Aert (TJV)     |
| 16.    | Tadej Pogačar (UAD)        | Mark Cavendish (DQT)         | Wout Poels (TBV)               | Tadej Pogačar (UAD) (c) | Bahrain Victorious | Patrick Konrad (BOH)    |
| 17.    | Tadej Pogačar (UAD)        | Mark Cavendish (DQT)         | Wout Poels (TBV)               | Tadej Pogačar (UAD) (c) | Bahrain Victorious | Anthony Perez (COF)     |
| 18.    | Tadej Pogačar (UAD)        | Mark Cavendish (DQT)         | Tadej Pogačar (UAD) (d)        | Tadej Pogačar (UAD) (c) | Bahrain Victorious | David Gaudu (GFC)       |
| 19.    | Tadej Pogačar (UAD)        | Mark Cavendish (DQT)         | Tadej Pogačar (UAD) (d)        | Tadej Pogačar (UAD) (c) | Bahrain Victorious | Matej Mohorič (TBV)     |
| 20.    | Tadej Pogačar (UAD)        | Mark Cavendish (DQT)         | Tadej Pogačar (UAD) (d)        | Tadej Pogačar (UAD) (c) | Bahrain Victorious | nicht vergeben          |
| 21.    | Tadej Pogačar (UAD)        | Mark Cavendish (DQT)         | Tadej Pogačar (UAD) (d)        | Tadej Pogačar (UAD) (c) | Bahrain Victorious | nicht vergeben          |
| Sieger | Tadej Pogačar (UAD)        | Mark Cavendish (DQT)         | Tadej Pogačar (UAD)            | Tadej Pogačar (UAD)     | Bahrain Victorious | Franck Bonnamour (BBK)  |

## Endergebnisse
| \| Gesamtwertung \| Gesamtwertung \| Gesamtwertung \| Gesamtwertung \| Gesamtwertung \| \| Fahrer \| Fahrer \| Land \| Team \| Zeit \| \| ------------- \| ---------------------- \| ------------- \| ---------------------------------- \| ----------------- \| \| 1. \| Tadej Pogačar \| Slowenien \| UAE Team Emirates \| 82 h 56 min 36 s \| \| 2. \| Jonas Vingegaard \| Dänemark \| Jumbo-Visma \| + 5 min 20 s \| \| 3. \| Richard Carapaz \| Ecuador \| Ineos Grenadiers \| + 7 min 03 s \| \| 4. \| Ben O’Connor \| Australien \| AG2R Citroën Team \| + 10 min 02 s \| \| 5. \| Wilco Kelderman \| Niederlande \| Bora-Hansgrohe \| + 10 min 13 s \| \| 6. \| Enric Mas \| Spanien \| Movistar Team \| + 11 min 43 s \| \| 7. \| Alexei Luzenko \| Kasachstan \| Astana-Premier Tech \| + 12 min 23 s \| \| 8. \| Guillaume Martin \| Frankreich \| Cofidis \| + 15 min 33 s \| \| 9. \| Pello Bilbao \| Spanien \| Bahrain Victorious \| + 16 min 04 s \| \| 10. \| Rigoberto Urán \| Kolumbien \| EF Education-Nippo \| + 18 min 34 s \| \| 11. \| David Gaudu \| Frankreich \| Groupama-FDJ \| + 21 min 50 s \| \| 12. \| Mattia Cattaneo \| Italien \| Deceuninck-Quick Step \| + 24 min 58 s \| \| 13. \| Esteban Chaves \| Kolumbien \| BikeExchange \| + 37 min 48 s \| \| 14. \| Louis Meintjes \| Südarfika \| Intermarché-Wanty-Gobert Matériaux \| + 38 min 09 s \| \| 15. \| Aurélien Paret-Peintre \| Frankreich \| AG2R Citroën Team \| + 39 min 09 s \| \| 16. \| Wout Poels \| Niederlande \| Bahrain Victorious \| + 51 min 22 s \| \| 17. \| Dylan Teuns \| Belgien \| Bahrain Victorious \| + 51 min 40 s \| \| 18. \| Ruben Guerreiro \| Portugal \| EF Education-Nippo \| + 54 min 10 s \| \| 19. \| Wout van Aert \| Belgien \| Jumbo-Visma \| + 57 min 02 s \| \| 20. \| Bauke Mollema \| Niederlande \| Trek-Segafredo \| + 1 h 02 min 18 s \| \| 21. \| Sergio Henao \| Kolumbien \| Qhubeka NextHash \| + 1 h 03 min 12 s \| \| 22. \| Franck Bonnamour \| Frankreich \| B&B Hotels p/b KTM \| + 1 h 04 min 35 s \| \| 23. \| Jonathan Castroviejo \| Spanien \| Ineos Grenadiers \| + 1 h 06 min 20 s \| \| 24. \| Alejandro Valverde \| Spanien \| Movistar Team \| + 1 h 07 min 50 s \| \| 25. \| Sergio Higuita \| Kolumbien \| EF Education-Nippo \| + 1 h 09 min 16 s \| |                        |             |                                    |                   |
| |                        |             |                                    |                   |
| Quelle: ProCyclingStats |                        |             |                                    |                   |
| Gesamtwertung |                        |             |                                    |                   |
| Fahrer | Fahrer                 | Land        | Team                               | Zeit              |
| 1. | Tadej Pogačar          | Slowenien   | UAE Team Emirates                  | 82 h 56 min 36 s  |
| 2. | Jonas Vingegaard       | Dänemark    | Jumbo-Visma                        | + 5 min 20 s      |
| 3. | Richard Carapaz        | Ecuador     | Ineos Grenadiers                   | + 7 min 03 s      |
| 4. | Ben O’Connor           | Australien  | AG2R Citroën Team                  | + 10 min 02 s     |
| 5. | Wilco Kelderman        | Niederlande | Bora-Hansgrohe                     | + 10 min 13 s     |
| 6. | Enric Mas              | Spanien     | Movistar Team                      | + 11 min 43 s     |
| 7. | Alexei Luzenko         | Kasachstan  | Astana-Premier Tech                | + 12 min 23 s     |
| 8. | Guillaume Martin       | Frankreich  | Cofidis                            | + 15 min 33 s     |
| 9. | Pello Bilbao           | Spanien     | Bahrain Victorious                 | + 16 min 04 s     |
| 10. | Rigoberto Urán         | Kolumbien   | EF Education-Nippo                 | + 18 min 34 s     |
| 11. | David Gaudu            | Frankreich  | Groupama-FDJ                       | + 21 min 50 s     |
| 12. | Mattia Cattaneo        | Italien     | Deceuninck-Quick Step              | + 24 min 58 s     |
| 13. | Esteban Chaves         | Kolumbien   | BikeExchange                       | + 37 min 48 s     |
| 14. | Louis Meintjes         | Südarfika   | Intermarché-Wanty-Gobert Matériaux | + 38 min 09 s     |
| 15. | Aurélien Paret-Peintre | Frankreich  | AG2R Citroën Team                  | + 39 min 09 s     |
| 16. | Wout Poels             | Niederlande | Bahrain Victorious                 | + 51 min 22 s     |
| 17. | Dylan Teuns            | Belgien     | Bahrain Victorious                 | + 51 min 40 s     |
| 18. | Ruben Guerreiro        | Portugal    | EF Education-Nippo                 | + 54 min 10 s     |
| 19. | Wout van Aert          | Belgien     | Jumbo-Visma                        | + 57 min 02 s     |
| 20. | Bauke Mollema          | Niederlande | Trek-Segafredo                     | + 1 h 02 min 18 s |
| 21. | Sergio Henao           | Kolumbien   | Qhubeka NextHash                   | + 1 h 03 min 12 s |
| 22. | Franck Bonnamour       | Frankreich  | B&B Hotels p/b KTM                 | + 1 h 04 min 35 s |
| 23. | Jonathan Castroviejo   | Spanien     | Ineos Grenadiers                   | + 1 h 06 min 20 s |
| 24. | Alejandro Valverde     | Spanien     | Movistar Team                      | + 1 h 07 min 50 s |
| 25. | Sergio Higuita         | Kolumbien   | EF Education-Nippo                 | + 1 h 09 min 16 s |

| Punktewertung | Punktewertung      | Punktewertung          | Punktewertung         | Punktewertung |
| Fahrer        | Fahrer             | Land                   | Team                  | Punkte        |
| ------------- | ------------------ | ---------------------- | --------------------- | ------------- |
| 1.            | Mark Cavendish     | Vereinigtes Königreich | Deceuninck-Quick Step | 337 P.        |
| 2.            | Michael Matthews   | Australien             | BikeExchange          | 291 P.        |
| 3.            | Sonny Colbrelli    | Italien                | Bahrain Victorious    | 227 P.        |
| 4.            | Jasper Philipsen   | Belgien                | Alpecin-Fenix         | 216 P.        |
| 5.            | Wout van Aert      | Belgien                | Jumbo-Visma           | 171 P.        |
| 6.            | Matej Mohorič      | Slowenien              | Bahrain Victorious    | 163 P.        |
| 7.            | Julian Alaphilippe | Frankreich             | Deceuninck-Quick Step | 163 P.        |
| 8.            | Tadej Pogačar      | Slowenien              | UAE Team Emirates     | 154 P.        |
| 9.            | Michael Mørkøv     | Dänemark               | Deceuninck-Quick Step | 124 P.        |
| 10.           | Jonas Vingegaard   | Dänemark               | Jumbo-Visma           | 103 P.        |

| Bergwertung | Bergwertung      | Bergwertung | Bergwertung        | Bergwertung |
| Fahrer      | Fahrer           | Land        | Team               | Punkte      |
| ----------- | ---------------- | ----------- | ------------------ | ----------- |
| 1.          | Tadej Pogačar    | Slowenien   | UAE Team Emirates  | 107 P.      |
| 2.          | Wout Poels       | Niederlande | Bahrain Victorious | 88 P.       |
| 3.          | Jonas Vingegaard | Dänemark    | Jumbo-Visma        | 82 P.       |
| 4.          | Wout van Aert    | Belgien     | Jumbo-Visma        | 68 P.       |
| 5.          | Nairo Quintana   | Kolumbien   | Arkéa-Samsic       | 66 P.       |
| 6.          | Richard Carapaz  | Ecuador     | Ineos Grenadiers   | 56 P.       |
| 7.          | Ben O’Connor     | Australien  | AG2R Citroën Team  | 44 P.       |
| 8.          | Bauke Mollema    | Niederlande | Trek-Segafredo     | 41 P.       |
| 9.          | David Gaudu      | Frankreich  | Groupama-FDJ       | 41 P.       |
| 10.         | Anthony Perez    | Frankreich  | Cofidis            | 37 P.       |

| Nachwuchswertung | Nachwuchswertung       | Nachwuchswertung       | Nachwuchswertung   | Nachwuchswertung  |
| Fahrer           | Fahrer                 | Land                   | Team               | Zeit              |
| ---------------- | ---------------------- | ---------------------- | ------------------ | ----------------- |
| 1.               | Tadej Pogačar          | Slowenien              | UAE Team Emirates  | 82 h 56 min 36 s  |
| 2.               | Jonas Vingegaard       | Dänemark               | Jumbo-Visma        | + 5 min 20 s      |
| 3.               | David Gaudu            | Frankreich             | Groupama-FDJ       | + 21 min 50 s     |
| 4.               | Aurélien Paret-Peintre | Frankreich             | AG2R Citroën Team  | + 39 min 09 s     |
| 5.               | Sergio Higuita         | Kolumbien              | EF Education-Nippo | + 1 h 09 min 16 s |
| 6.               | Valentin Madouas       | Frankreich             | Groupama-FDJ       | + 2 h 11 min 39 s |
| 7.               | Neilson Powless        | Vereinigte Staaten     | EF Education-Nippo | + 2 h 13 min 33 s |
| 8.               | Mark Donovan           | Vereinigtes Königreich | Team DSM           | + 2 h 17 min 40 s |
| 9.               | Jonas Rutsch           | Deutschland            | EF Education-Nippo | + 2 h 29 min 33 s |
| 10.              | Brent Van Moer         | Belgien                | Lotto-Soudal       | + 2 h 43 min 49 s |

| Mannschaftswertung | Mannschaftswertung  | Mannschaftswertung           | Mannschaftswertung |
| Team               | Team                | Land                         | Zeit               |
| ------------------ | ------------------- | ---------------------------- | ------------------ |
| 1.                 | Bahrain Victorious  | Bahrain                      | 249 h 16 min 47 s  |
| 2.                 | EF Education-Nippo  | Vereinigte Staaten           | + 19 min 12 s      |
| 3.                 | Jumbo-Visma         | Niederlande                  | + 1 h 11 min 35 s  |
| 4.                 | Ineos Grenadiers    | Vereinigtes Königreich       | + 1 h 27 min 10 s  |
| 5.                 | AG2R Citroën Team   | Frankreich                   | + 1 h 31 min 54 s  |
| 6.                 | Bora-Hansgrohe      | Deutschland                  | + 1 h 36 min 44 s  |
| 7.                 | Trek-Segafredo      | Vereinigte Staaten           | + 1 h 47 min 04 s  |
| 8.                 | Astana-Premier Tech | Kasachstan                   | + 2 h 01 min 45 s  |
| 9.                 | Movistar Team       | Spanien                      | + 2 h 04 min 28 s  |
| 10.                | UAE Team Emirates   | Vereinigte Arabische Emirate | + 2 h 38 min 08 s  |